# Quechua de Incahuasi-Cañaris
El quechua de Incahuasi-Cañaris (linwa, linwaras, kiĉwa), quechua lambayecano o quechua de Ferreñafe es una lengua de la familia quechua hablada en el noroeste del Perú.  Está clasificada grupo Quechua IIA. El quechua de Incahuasi-Cañaris es hablado por unas 20.000 personas, quienes se ubican principalmente en los distritos andinos del departamento de Lambayeque que le dan nombre a este dialecto, Incahuasi y Cañaris, aunque también se habla en partes del distrito de Salas y en zonas aledañas de los departamentos de Cajamarca y Piura.
Esta variante dialectal, relacionada con las hablas cajamarquinas, se caracteriza por tener rasgos mixtos procedentes de las dos ramas principales quechua, huáyhuash QI y yúngay QII, lo que sugiriere que la penetración del quechua en la región se realizó en dos oleadas consecutivas, estando la última de ellas relacionada con la expansión de grandes centros urbanos de la costa central como Pachacamac, entre los siglos VII y IX. El carácter mixto de esta variante dialectal se evidencia también en la variedad de intercambios lingüísticos de su léxico que tienen predominancia de términos procedentes del QI, localismos no quechuas o pre-quechuas (probablemente Culle) e hispanismos.